# Педро Фернандес де Кастро
Пе́дро Ферна́ндес де Ка́стро (ісп. Pedro Fernández de Castro; бл. 1290 — червень 1343) — кастильський шляхтич, галісійський вельможа. Головний мажордом Кастилії (1332—1342). Граф лемоський і саррійський (1329—1343). Представник шляхетного дому Кастро. Народився в Галісії, Кастилія. Син Фернандо Родрігеса де Кастро. Служив при дворі кастильського короля Альфонсо XI. Учасник Реконкісти. Головний управитель (аделантадо) Андалусії (1336—1343), Галісії та Мурсії (1336—1337). Головний староста Сантьяго-де-Компостели (1329—1343). Батько Фернандо Руїса де Кастро, кастильської королеви Хуани, португальської королеви Інеси й Алваро Піреса де Кастро. Помер під час облоги Альхесіраса, Гранада. Похований у Соборі Саньяго-де-Компостела. Прізвисько — Кастро-Війна (ісп. Castro el de la Guerra). Також — Педро де Кастро, Педро Фернандес (Ферандович).

## Біографія
Педро де Кастро народився близько 1290 року в Галісії, в родині Фернандо Родрігеса де Кастро та його дружини Віоланти, позашлюбної доньки кастильсько-леонського короля Санчо IV. 1304 року батько хлопця загинув у битві проти інфанта Філіпа, сина короля Санчо IV, тому Педро відправили до його матері в Португалію. Він ріс і виховувався разом із інфантом Педру, барселушським графом, позашлюбним сином португальського короля Дініша. Вихователем Педро був Лоренсу Суаріш де Валадаріш, батько його майбутньої коханки Алдонси, яка народила йому доньку Інес та сина Алваро.
1316 року матір Віоланта передала сину Педро усі маєтки в Галісії. 1320 року він повернувся туди, став придворним кастильського короля Альфонсо XI. 
Педро одружувався декілька разів. Його першою дружиною була португалка Беатріш, наймолодша донька порталегрівського сеньйора Афонсу. Оскільки цей шлюб був бездітним, Педро одружився вдруге із Ізабелою Понсе-де-Леон, донькою Педро Понсе-де-Леона, сеньйора Кангаса і Тінео. У цьому шлюбі він мав двох дітей — Фернандо і Хуану.
1329 року компостельський архієпископ Беренгель де Ландорія дарував Педро староство Сантьяго.
1330 року Педро взяв участь у поході короля Альфонсо XI на Гранаду й відзначився у битві при Тебі.
1332 року Альфонсо XI призначив Педро мажордомом Кастильської Корони. Він дарував йому титул графа лемоського, разом із сеньйоріями Лемоса та Саррії.
1334 року, під час вторгнення португальського короля Афонсу IV до Кастилії через Галісію, Педро відмовився воювати проти португальців. Причиною відмови була його приязнь до Португалії, а також протест проти дій свого короля, який не захотів дарувати йому графство Трастамари.
1340 року Альфонсо XI відправив Педро воювати проти мусульман в Андалусії. Він відзначився у битві при Саладо, в якій здобув собі золоті остроги марокканського султана Абу аль-Хасана Алі ібн-Отмана .
1342 року Педро взяв участь в облозі Альхесіраса, разом із Мартіном Фернандесом де Гресом, архієпископом компостельським . В ході облоги розпочалася епідемія, яка знищила частину кастильського війська. Однією з жертв епідемії і сам Педро, який помер в червні 1343 року. Його тіло привезли до Галісії й поховали, згідно з заповітом, у Соборі Саньяго-де-Компостела. У ХІХ столітті, під час огляду могили Педро, в ній знайшли золоті шпори остроги, ймовірно здобуті в битві при Саладо.

## Сім'я
- Батько: Фернандо Родрігес де Кастро (1280—1304) — граф Лемоса і Саррії.
- Матір: Віоланта (бл. 1281—1330) — позашлюбна донька кастильського короля Санчо IV.
- 1-а дружина: Беатріш (бл. 1281—?) — донька португальського інфанта Афонсу.
- 2-а дружина: Ізабела Понсе-де-Леон (?—1367) — донька Педро Понсе-де-Леона, сеньйора Кангаса і Тінео.
- Діти:
  - Фернандо Руїс де Кастро (бл. 1338—1377) — граф Лемоса, Саррії, Трастамари, мажордом Кастилії.
  - Хуана де Кастро (?—1374) ∞ 1) Дієго Лопес де Аро; 2) Педро І, кастильський король.
- Коханка: Алдонса Лоренсо де Валадареш (?—?) — португальська шляхтянка.
- Діти:
  - Інес де Кастро (1325—1355) ∞ Педру І, король Португалії.
  - Алваро Переш де Кастро (?—1384) — граф Аррайолуша, конетабль Португалії.